# Borut Javornik
Borut Javornik, slovenski kanuist, * 14. april 1967, Krka.
Javornik je za Slovenijo nastopil na Poletnih olimpijskih igrah 1992 v Barceloni, kjer je nastopil v slalomu in osvojil 16. mesto.